# Ugnen
Ugnen (Fornax  på latin) är en relativt svag stjärnbild på den södra stjärnhimlen. Stjärnbilden är nu en av de 88 moderna stjärnbilderna som erkänns av den Internationella astronomiska unionen.

## Historik

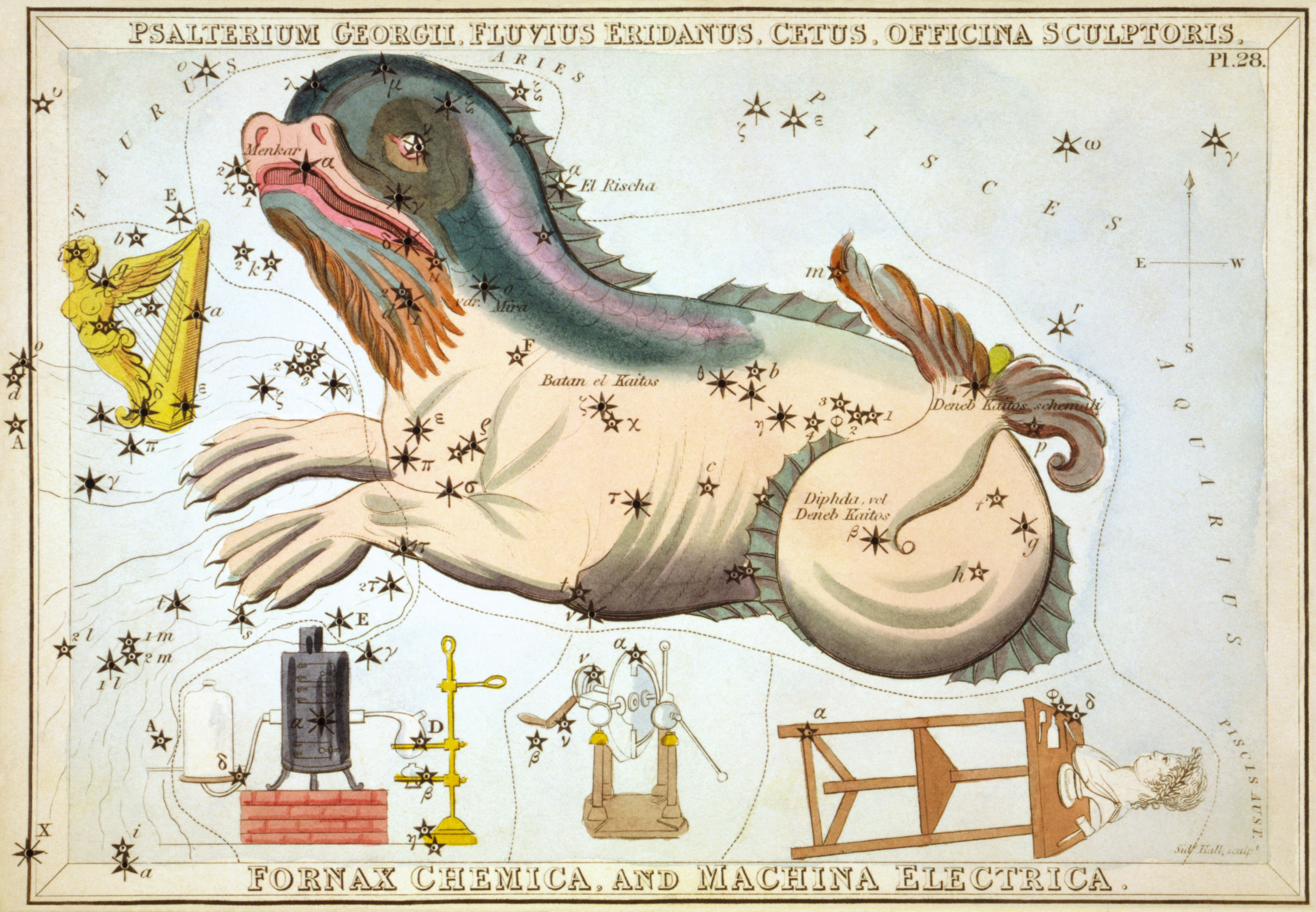
Fornax Chemica återfinns nedanför Valfiskens stjärnbild i denna stjärnkarta från Urania's Mirror (1825).

Stjärnbilden var inte med när stjärnbilderna listades av astronomen Klaudios Ptolemaios på 100-talet e. Kr. i hans samlingsverk Almagest. 
Stjärnbilden definierades av den franske astronomen Nicolas Louis de Lacaille som ursprungligen kallade den le Fourneau på stjärnkartan som han gav ut 1756, vilket avsåg en liten laboratorieugn för kemiska experiment. Han latiniserade sedan namnet till Fornax Chimiae i upplagan 1763.,
Under sitt nuvarande namn, Fornax, presenterades stjärnbilden för första gången i Johann Elert Bodes monumentalverk Uranographia, sive Astrorum Descriptio viginti tabulis aeneis incisa … (1801).

## Stjärnor

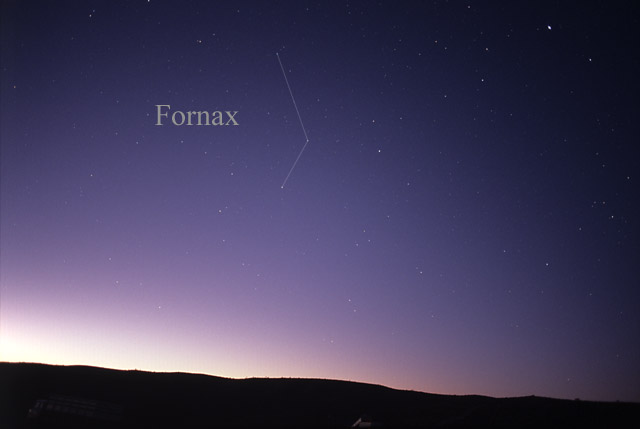
Stjärnbilden Ugnen (Fornax) som den kan ses med blotta ögat.

Ugnen är en tämligen svag stjärnbild med bara en stjärna med egennamn och ljusstarkare än magnitud 4.
- α - Alfa Fornacis (Dalim) är en underjätte av spektralklass F8 IV och magnitud 3,85.[2]
- β - Beta Fornacis är en jättestjärna av spektralklass G8,5 III med magnitud 4,46.

## Djuprymdsobjekt

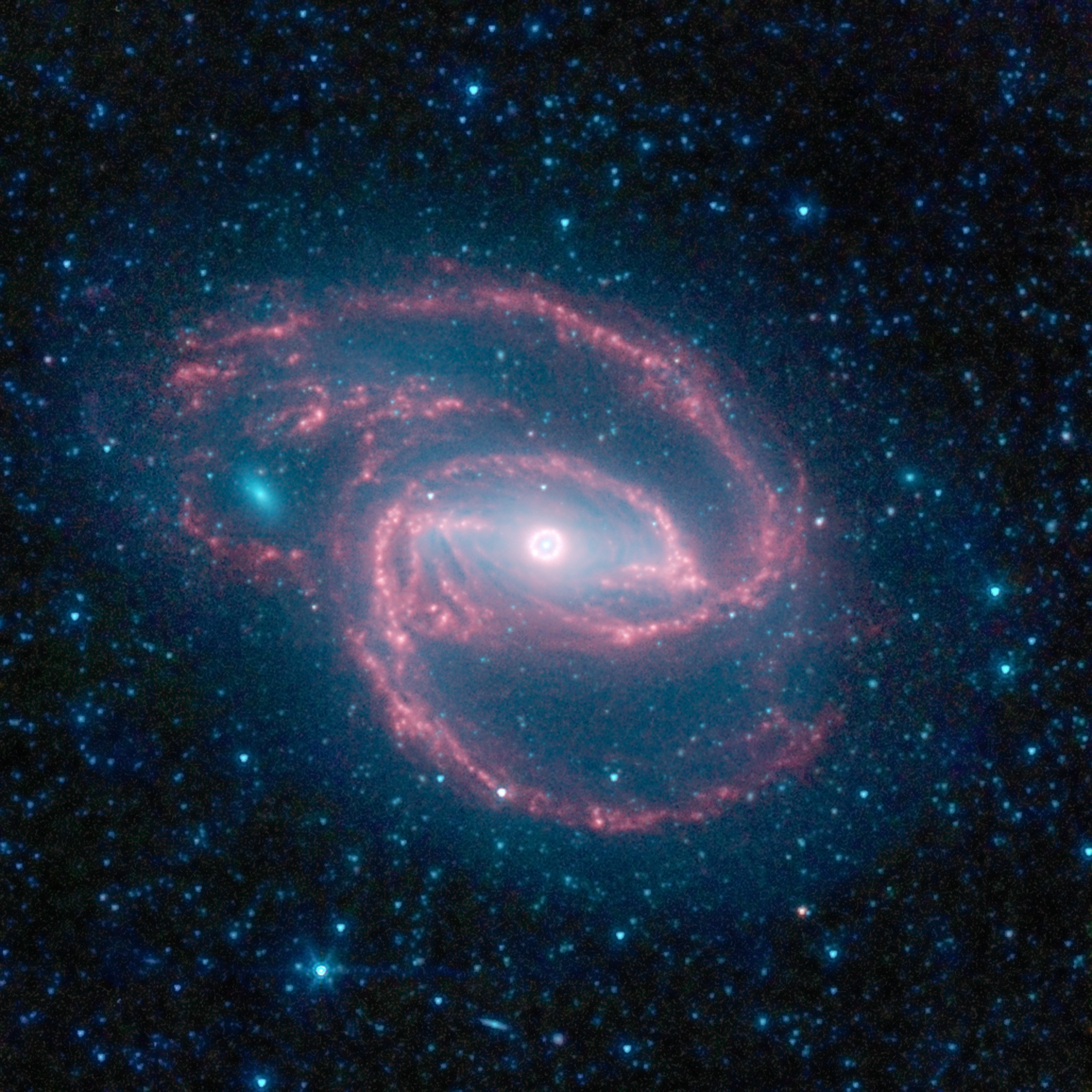
NGC 1097 är en spiralgalax av Seyfert-typ i Ugnens stjärnbild.

Stjärnbilden har ett antal intressanta objekt, men innehåller inga Messierobjekt.

### Stjärnhopar
- NGC 1049 är en klotformig stjärnhop på ett avstånd av ungefär 630 000 ljusår och magnitud 12,9. Det är den största av sex klotformiga stjärnhopar i området

### Galaxer
- NGC 922 är en stavgalax med magnitud 12.2.
- NGC 1097 (Caldwell 67) är en Seyfertgalax som man enkelt kan se i ett litet teleskop. Den ligger på ett avstånd av ungefär 45 miljoner ljusår och är av magnitud 10,2. NGC 1097 har flera satellitgalaxer i sitt följe – åtminstone NGC 1097A och NGC 1097B. Tre supernovor har observerat i galaxen de senaste årtiondena: SN 1992bd, SN 1999eu och SN 2003B.
- Fornax A (NGC 1316) är en linsformad galax som är medlem av Fornaxhopen (se nedan). Den har magnitud 9,4 och är också en radiogalax och som sådan det fjärde starkaste radioobjektet på himlen. Två supernovor har observerats i galaxen på senare år: SN 1980N och SN 1981D.
- NGC 1326 är en annan linsformad galax.
- NGC 1365 är en stavgalax som ingår i Fornaxhopen. Dess magnitud är 10,3. Tre supernovor har observerats i denna galax: SN 1957C, SN 1983V och SN 2001du.
- NGC 1398 är en stavgalax med magnitud 9,7, som ligger ungefär 1 grad sydost om NGC 1360. Den är medlem av Fornaxhopen. Supernovan SN 1996N observerades här 1996.
- NGC 1399 är den centrala galaxen i Fornaxhopen, en stor elliptisk galax av magnitud 9,9.
- NGC 1427 är en elliptisk galax av magnitud 12,6.
- UDFy-38135539 (HUDF.YD3) är en galax i Ugnens stjärnbild som när den upptäcktes 2009 var den näst mest avlägsna galaxen som astronomerna kände till, med avståndet 13,1 miljarder ljusår. Det innebär att forskarna kan iaktta den epok i Big Bang-kosmologin , som kallas rejonisationsperioden och inträffade 150 – 1000 miljoner år efter Big Bang.

### Galaxhopar
- Fornaxhopen är en galaxhop på 50–80 miljoner ljusårs avstånd. Den ligger huvudsakligen inom stjärnbilden Ugnen, men den är också delvis ansluten till Eridanusgruppen. Fornaxhopen är den näst största galaxhopen inom 100 miljoner ljusårs avstånd, med 58 medlemmar.[8]

### Nebulosor
- NGC 1360 är en planetarisk nebulosa av magnitud 9,4. Den centrala stjärnan har magnitud 11,4.